# برايان كيلي (لاعب كرة قدم أمريكية)
برايان كيلي (بالإنجليزية: Brian Kelly)‏ هو مدرب رياضي أمريكي، ولد في 25 أكتوبر 1961 في إيفرت في الولايات المتحدة.

## وصلات خارجية
- برايان كيلي على موقع إن إن دي بي (الإنجليزية)